# Calendrier solaire de 364 jours
Le calendrier solaire de 364 jours est un calendrier solaire observé par plusieurs groupes sectaires juifs pendant la période du Second Temple.

## Description
Le calendrier solaire de 364 jours présente un découpage de l’année en 12 mois de 30 jours. Un 31e jour est ajouté tous les trois mois pour les solstices et les équinoxes, après les 3e, 6e, 9e et 12e mois. Le nombre de jours dans l'année étant divisible par sept, l'année comporte exactement 52 semaines, ce qui veut dire que les jours de la semaine reviennent chaque année à la même date. L'année commence un mercredi, sans doute car ce jour correspond à la création des luminaires dans le livre de la Genèse. Le principe de ce calendrier est que la nature obéit au Soleil et que l’univers évolue en harmonie avec régularité. La difficulté liée à son usage est qu’il lui manque un jour et quart par an : il n’est pas utilisable sur une longue période, à moins d’introduire un système de jours intercalaires,.

## Usage pendant la période du Second Temple
Pendant la période du Second Temple, l'usage d’un calendrier solaire de 364 jours semble être partagé par différents groupes comme les auteurs du Livre astronomique d'Hénoch (chapitres 72-78), ceux du livre des Jubilés, les auteurs de certains Manuscrits de la mer Morte et les Boethusiens (un groupe apparenté aux Sadducéens). On a également montré que ce calendrier est attesté dans les sources bibliques elles-mêmes, et spécialement le livre de Daniel.
La question du calendrier est liée à la question de la fixation du jour des fêtes, notamment de la fête de Shavouot. Celui-ci est fixé par un comptage à partir du jour de l'offrande de la gerbe, l'omer, or la Bible hébraïque ne fixe pas de date pour le jour de l’omer. Selon les Jubilés, Shavouot tombe le 15 Sivan, un dimanche. Cette fixation ne correspond pas à celle retenue par le judaïsme rabbinique.
La question se pose de savoir quelle partie de la population juive utilisait ce calendrier solaire au lieu du calendrier luni-solaire adopté par le judaïsme rabbinique, et notamment s’il était observé au sein du Temple de Jérusalem. D’après les sources anciennes, un calendrier luni-solaire semble avoir été en usage au Temple. Les fêtes reviennent à la même période tous les ans, mais les mois suivent les phases de la lune. La terminologie hébraïque elle-même est un argument en faveur du calendrier luni-solaire. Le mot mois se dit hodesh, nouveau, en référence à la nouvelle lune. Un autre terme pour mois, yareah désigne explicitement la Lune. Cet argument est cependant limité car le concept de mois, c'est-à-dire une unité d'environ 30 jours, a pour origine, d'une manière ou d'une autre, le cycle lunaire. Il n'implique pas que dans le calendrier effectivement en usage, les mois suivent rigoureusement le cycle lunaire.
Selon une hypothèse, le calendrier solaire était pourtant le calendrier biblique originel, alors que le calendrier luni-solaire aurait été une innovation. Le calendrier solaire aurait pu être en usage à Jérusalem à l'époque perse puis lagide et séleucide, mais un changement aurait pu s'opérer au profit du calendrier luni-solaire dans le contexte de la crise maccabéenne. Émile Puech avance que la fondation de Qumrân, vers 150 avant notre ère, est une conséquence immédiate de la crise du calendrier. Il n'y a aucun consensus sur cette question, la question du calendrier n’apparaissant pas clairement comme l'un des motifs de rupture entre la secte de Qumrân  et les prêtres du Temple.

## Dans les manuscrits de la mer Morte
L’usage d’un calendrier solaire apparaît dans les Mishmarot (4Q320) et dans le Rouleau du Temple. La fête de Pâque, par exemple, tombera toujours un mardi (la liste des fêtes peut être tirée de 4Q321-321a, 4Q325 et 4Q327). La question du calendrier est suffisamment importante pour la secte pour qu’un copiste fasse figurer la description d’un calendrier solaire en introduction de l’une des copies de la lettre halakhique (4QMMT Miqsat Maaseh ha-Torah). Ce document important présente des points de loi sur lesquels la secte diffère du culte pratiqué au Temple et pourrait être lié à l’origine du mouvement. Le Document de Damas indique qu’il faut suivre le livre des Jubilés pour la détermination du calendrier.
Les Mishmarot (« services de garde » ) désignent des textes traitant du service hebdomadaire des familles sacerdotales dans le Temple. Le Rouleau de la Guerre (colonne 2) divise les prêtres en 26 gardes sacerdotales, contrairement au Premier livre des Chroniques (chapitre 24)  qui cite 24 gardes sacerdotales. En faisant officier chaque garde deux fois par an, la division en 26 permet de faire coïncider les gardes avec le calendrier de 52 semaines.
Chaque classe sacerdotale sert donc dans le temple pendant une semaine. S'il n'y en a que 24 (selon le calendrier canonique, le calendrier du livre des Chroniques, à supposer qu'il ait suivi le calendrier essénien), elles servent aussi deux fois par an mais il y aura un décalage de quatre semaines chaque année de 364 jours (c'est-à-dire 52 semaines). Un manuscrit comme 4Q320 montre qu'au bout d'un cycle de six ans, on ajouterait un cycle supplémentaire de 24 semaines, pour que chaque classe serve en fait treize fois dans un cycle de six années esséniennes.
Un autre type de calendrier, lunaire celui-ci, est aussi attesté à Qumran. Des manuscrits (notamment 4Q319-320) font allusion à des mois conformes aux phases de la Lune. Les années alternent des mois de 29 et de 30 jours, soit une année 354 jours. Il manque donc 10 jours par rapport à l'année solaire. Un cycle de 3 ans permet de synchroniser les deux calendriers : au bout de trois années, on ajoute un mois de 30 jours. Cela donne 1092 jours, qui coïncident avec trois années solaires de 364 jours. Ce système d'intercalation est aussi décrit dans I Hénoch. La coïncidence, comme dans le récit biblique de la création (Gn. 1, 14), est un "signe" (ôt). Mais pour coïncider avec la (quasi-)perfection de l'année de 365,25 jours, et respecter le rythme des saisons indispensable à la célébration des fêtes agricoles, il manque 3,75 jours à chaque cycle, 7 jours et demi au bout de sept ans, 30 jours au bout de vingt-huit ans. Il faudrait donc en théorie un mois supplémentaire de 30 jours au bout de vingt-huit ans, mais ceci, encore une fois, n'est pas attesté clairement par les sources.

## Sources bibliques et sources chrétiennes
Certaines dates de la Bible, en particulier quand les mois ne portent pas de nom particulier (nissan, etc.), sont probablement conformes au calendrier découvert dans ces sources judéo-hellénistiques. On a aussi spéculé sur la survivance du calendrier essénien dans des sources chrétiennes.